# 1897 en Grèce
Chronologie de la Grèce
- 1893
- 1894
- 1895
- 1896
- 1897
- 1898
- 1899
- 1900
- 1901

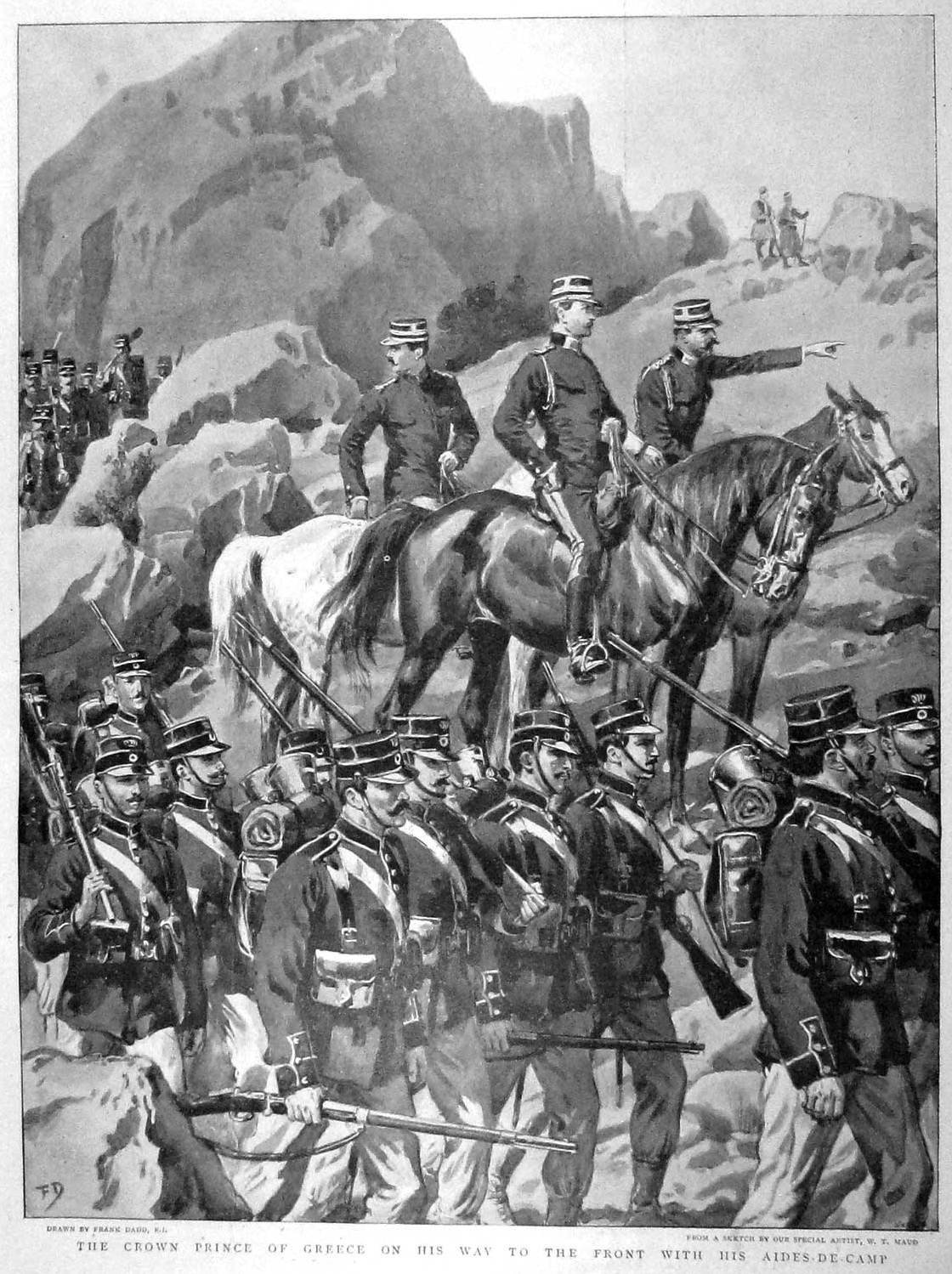
Le prince Constantin de Grèce, commandant en chef de l’armée de Thessalie, avec ses aides et une colonne de soldats en marche (1er mai 1897).

Cette page concerne les évènements survenus en 1897 en Grèce  :

## Évènement
- Contrôle financier international (en) de la Grèce : il s'agit de la supervision des finances publiques du pays imposée par les puissances européennes, qui ont prêté à la Grèce, à l'automne 1897, lorsque le pays a fait faillite quatre ans plus tôt.
- mi-janvier : Révolte crétoise : à partir de 1895, une insurrection du peuple crétois contre l'occupation ottomane de l'île (fin du conflit en 1898).
- 18 avril-20 mai : Guerre gréco-turque, également appelée « guerre de Trente jours ».
  - 27-30 avril puis du 5 au 6 mai: Bataille de Velestíno (en).
  - 17 mai : Bataille de Domokos
- 4 décembre : Signature du traité de Constantinople à la suite de la guerre gréco-turque.

## Cinéma
Films muets de Georges Méliès :
- Combat naval en Grèce
- La Prise de Tournavos

## Sport
- Création de l'association hellénique d'athlétisme amateur.

## Création
- Armée de Thessalie (en)
- Escadron international : escadre navale formée au début de 1897 par un certain nombre de grandes puissances juste avant le début de la guerre gréco-turque pour intervenir dans la rébellion grecque en Crète contre la domination de l'Empire ottoman. Des navires de guerre de l'Autriche-Hongrie, de la France, de l'Empire allemand, de l'Italie, de l'Empire russe et du Royaume-Uni composent l'escadron, qui opère dans les eaux crétoises de février 1897 à décembre 1898.

## Naissance
- Amalia Bakas (en), chanteuse.
- Paul Ély, général français.
- Charílaos Mitrélias, juriste et personnalité politique.
- Antonis Protopatsis (el), peintre et dessinateur.
- Thrasývoulos Tsakalótos, militaire.
- Georgía Vassiliádou, actrice.

## Décès
- Agisilaos Giannopoulos (el), journaliste.
- Michaíl Melás (el), personnalité politique.
- Achilleús Postolákkas (el), archéologue.